# Control del peligro aviario y fauna
Las medidas de Control del peligro aviario y fauna son aquellas que se ejecutan con la intención de reducir el riesgo que supone la presencia de aves y todo tipo de fauna para las aeronaves, sus operaciones en los aeropuertos e inmediaciones, que pueden desencadenar accidentes aéreos que podrían involucrar vidas humanas.

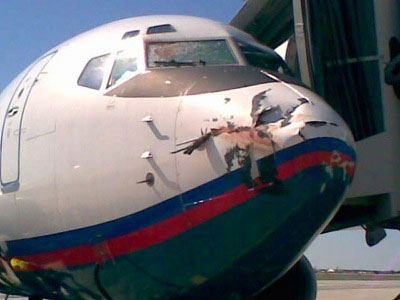
Morro del avión tras un impacto con aves

Muchos aeropuertos forman parte de ecosistemas semi-antrópicos en los que habita fauna silvestre. Los animales buscan alimento, agua, abrigo y muchas veces encuentran estos elementos esenciales en el predio aeroportuario. Esto ocasiona la convivencia de fauna y aeronaves dentro de un mismo espacio, lo que genera altas probabilidades de choques de aves con aviones (motores, parabrisas, etc.) y provocando así incidentes y/o accidentes principalmente en los momentos de despegue y aterrizaje.
El peligro potencial que representa la presencia de fauna debe ser evaluado y controlado con el objeto de minimizarlo y de esta manera preservar la integridad de las personas y reducir perdidas económicas. Se busca eliminar factores de atracción de fauna dentro de un aeropuerto como medida fundamental para el efectivo control de la misma.
Para una acertada evaluación del peligro que representa la fauna para la aeronavegación es fundamental analizar toda la información disponible vinculada a estos sucesos., con el objetivo de controlar las poblaciones de aves tanto residentes como estacionales en el aeropuerto y su área de influencia y consecuentemente reducir la probabilidad de impactos. 
Es imprescindible considerar las características biológicas, ecológicas y conductuales de las poblaciones de aves asociadas, también se debe reconocer el ecosistema del que forma parte el predio y los que lo circundan, así como las urbanizaciones del entorno y sus actividades.
De lo expuesto surgen y se aplican en varios aeropuertos un “programa de prevención del peligro que representa la fauna”, adaptado a cada situación, el cual contiene las medidas preventivas y correctivas a aplicar para enfrentar esta problemática. 
Para ello se determinan las prácticas adecuadas a cada aeropuerto de acuerdo a  su situación ecológica y operativa, ya que el riesgo de fauna es propio de cada uno incluso en los casos en que compartan las mismas especies. 
Es indispensable disponer de personal experto que conozca las distintas especies de la zona involucrada, además de sus rutas migratorias, y del hábitat en sí para minimizar el riesgo aviario. Además es fundamental la correcta identificación de las especies involucradas en incidentes con aeronaves a través de fotografías, análisis de plumas o bien análisis de ADN.
En relación con el costo económico que esta problemática genera, algunas estimaciones indican que anualmente se pierden cerca de 1.2 billones de dólares en diferentes aspectos como reposiciones totales, reparaciones, seguros, tiempos en tierra, etc. Igualmente se ha establecido que gran parte de los impactos y daños se concentra en las turbinas que representan el área más sensible de una aeronave e igualmente la más costosa de reparar.

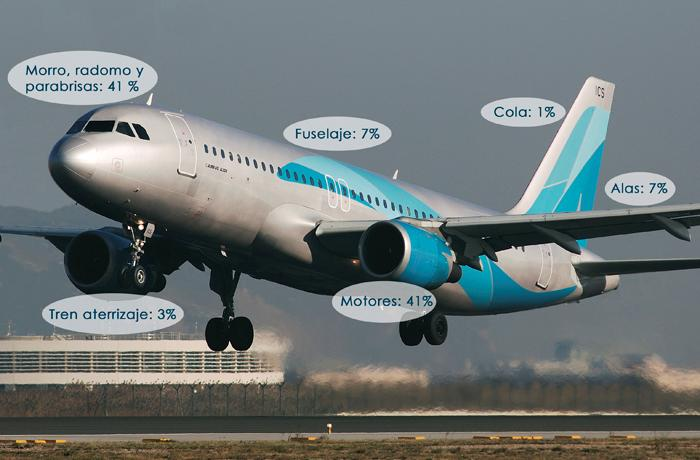
Porcentaje de impactos en fuselaje

Porcentajes de impactos según la estructura del avión
- Sector frontal (morro, radomo y parabrisas):  41 %
- Motores:  41%
- Alas y bordes de ataque: 7%
- Fuselaje: 7%
- Tren aterrizaje: 3%
- Cola: 1%

## Medidas comunes a tomar para la erradicación de aves

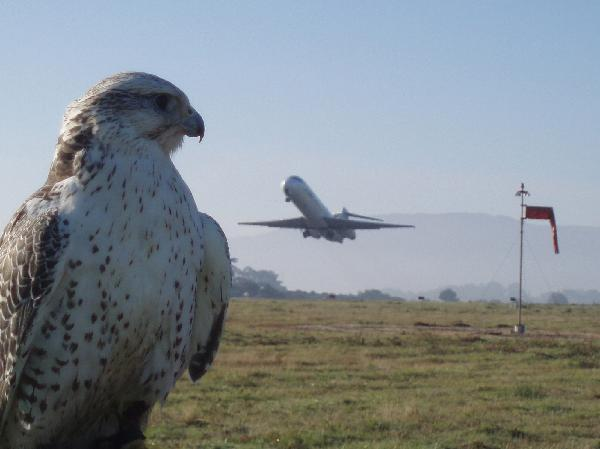
Rapaces entrenadas para la dispersión de aves

Medidas activas: Se caracterizan por su alta eficacia de dispersión, dando resultados eficaces durante su aplicación, es decir, no tienen un efecto permanente o residual perdurable, por ejemplo:
- Método por artificios pirotécnicos: Combinación aleatoria de detonaciones en superficie y en altura, a fin de evitar el acostumbramiento de las aves. El material de pirotecnia a utilizar se acondicionará bajo estrictas normas de seguridad en vigencia teniendo en cuenta su almacenamiento como su utilización. Pueden emplearse artificios manuales o con comando a distancia.

- Cañones de Gas: Se trata de un dispositivo sonoro automático a gas propano o butano. En general son portátiles, lo que permite adecuarlos a cualquier sector próximo al paño verde, donde mayormente se asientan las aves.

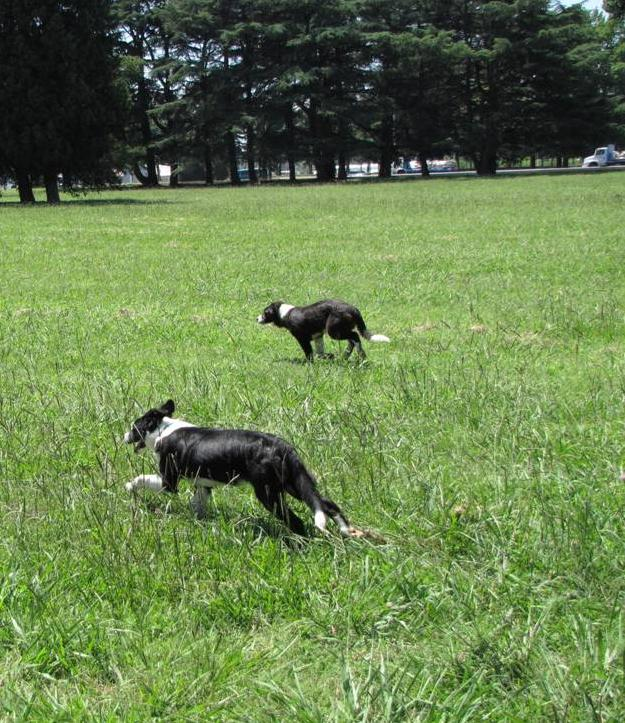
Perros Border Collie entrenados para la dispersión de aves

- Cetrería: Antigua modalidad de caza, que consta de adiestrar aves rapaces para la captura de presas. Actualmente se adapta y utiliza en el control de “aves problema” en varios aeropuertos del mundo. Es el sistema de mayor eficacia comprobada,  inocuo para el medio ambiente, las poblaciones de las especies consideradas de riesgo prácticamente no sufren daño ya que el nivel de captura de aves  perseguidas es muy bajo. En la mayoría de los casos se utilizan halcones aunque también se adiestran otras rapaces. Las aves vuelan controladas por un adiestrador. La actividad de los halcones sobre el predio produce en la bandada un gran impacto, a tal punto que las aves evitan permanecer en el mismo al que ven como su territorio de caza. Las rapaces entrenadas se vuelan teniendo en cuenta las características geográficas, ecológicas y operativas de cada aeropuerto.

- Border Collie: Empleados para ahuyentar a las aves que se asientan en áreas del aeropuerto identificadas como zonas de riesgo cercanas a pistas, con el fin de evitar colisiones entre estas y las aeronaves.

- Rifle sanitario: Se utiliza para el control de población, de las especies que estacionalmente forman bandadas y cuya presencia representa un riesgo para las operaciones aéreas. O bien en casos puntuales, ante aves persistentes, que no se muestran afectados por la pirotecnia. Se deben utilizar respetando la legislación de fauna local.

- Aplicación de venenos químicos: La aplicación de químicos se reservará como medida de emergencia ante la aparición de alguna plaga que ponga en peligro la operatoria del aeropuerto. Se aplicarán químicos para interrumpir la cadena trófica con el consenso de un profesional en la materia (Ingeniero Agrónomo o afín) y según las normas vigentes del respectivo organismo regulador. De igual manera, en caso de ser necesario, se realizarán aplicaciones de químicos para repeler las aves.

- Narcotizantes, "cogoteras", redes: En los casos de presencia de perros, ganado y fauna silvestre (mamíferos) en el área de movimiento, considerando también senda vehicular y hangares, pone en riesgo a personas y potencialmente a las operaciones, ante lo cual debe acudirse inmediatamente al lugar con el fin de evitar que la fauna acceda al área de maniobra.

- Uso de Vehículos: Pueden contar con una bocina, que actuará como medio sonoro de disuasión y como medida accesoria. Asimismo, es importante también, contar con personal especializado en el manejo de las medidas, y con amplios conocimientos del ecosistema aeroportuario. Como equipamiento adicional, dicho personal podrá contar con equipos de comunicación VHF, en frecuencia operativa de este aeropuerto, para comunicaciones con TWR.

Medidas pasivas: Se caracterizan por su efecto permanente sobre la fauna, aunque con mayor efecto inmediato, por ejemplo:
- Corte de áreas verdes: Se adecua la altura y época del corte según el tipo de ave, régimen de lluvias, temperatura, etc., de modo que se consiga que las aves que forman bandadas y necesitan posarse en la cubierta vegetal, se vean imposibilitadas de hacerlo o les resulte inseguro, por la altura de la misma.

- Eliminación de semillas alrededor de las balizas: Durante los recorridos de pista deben eliminarse semillas en los sectores de balizas y restos orgánicos que sirvan de atracción para las aves.

- Eliminación de nidos: Durante la época de reproducción se realizan relevamientos del terreno con el fin de detectar y remover los nidos de las especies que representan riesgo para las operaciones.

- Espejos de agua: Mediante el control de la actividad biológica de las acumulaciones no permanentes de agua (controlando larvas, renacuajos, insectos, peces, etc.) y mediante trampas en los bordes de estas charcas, se consigue que estos espejos no sean atractivos para las aves de paso que sobrevuelan el aeropuerto).Se debe monitorear constantemente la formación de charcos y acumulaciones pluviales de agua, pues si éstas no se drenan con prontitud, grandes bandadas y grupos que sobrevuelan, acuden a posarse en ellas.

- Remoción de todo material orgánico en zona operativa: Se buscar eliminar posibles focos de atracción y comida. También debe seguirse una adecuada gestión de tratamiento, acopio y disposición de los residuos.

- Terror Eyes / Ojos del terror: Su función es la de espantar pájaros visualmente ya que semeja a un depredador.

## Procedimientos rutinarios a tener en cuenta para la erradicación de aves
Las recorridas son procedimientos que se utilizan con el fin de detectar la aparición, asentamiento, permanencia o pasajes de aves y/o fauna dentro del aeropuerto, y se realizan como mínimo cuatro veces por día en cada aeropuerto.
Las mismas están organizadas sobre la base de la programación de los vuelos diarios y sujetas a tránsito por las zonas de cabecera, debiendo permanecer en alerta para dar respuesta a cualquier llamado de avistamiento acerca de aves y/ o fauna en zonas operativas, por parte de la TWR.
Atendiéndose a las indicaciones de TWR, los vehículos se desplazarán sobre el terreno buscando ubicarse estratégicamente de acuerdo a la actividad de las aves y las operaciones aéreas. Se ocuparán transitoriamente puntos en el área de movimiento de acuerdo a las circunstancias que se presenten y se buscarán nuevos puntos de observación y acción conforme la situación lo requiera.
La idea fundamental de las recorridas es advertir la presencia de fauna con suficiente antelación para actuar en tiempo y forma. Cuanto antes se descubra la presencia de fauna más posibilidades se tienen de actuar para evitar interferencias con las operaciones aéreas.
- Recorridas: Se debe estar permanentemente en el área operativa. Debe estudiarse el terreno observando la presencia de fauna y su conducta, sectores de concentración, desplazamientos, vuelos de paso, entre otros, poniendo especial atención en la zona crítica (cabecera en uso, zona de toque). Es así que, los vehículos se desplazarán sobre el terreno buscando ubicarse estratégicamente de acuerdo a la actividad de las aves y respecto a las operaciones aéreas. Se ocuparán transitoriamente puntos en el área de movimiento de acuerdo a las circunstancias que se presenten y se buscarán nuevos puntos de observación y acción conforme la situación lo requiera. El concepto es advertir la presencia de fauna con suficiente antelación para actuar en tiempo y forma. Cuanto antes se descubra la presencia de fauna más posibilidades se tienen de actuar para evitar interferencias con las operaciones aéreas. Éste es básicamente el trabajo de la jornada. En otras palabras, mantener una actitud proactiva.

Es importante señalar que si bien se orienta por lineamientos generales, preestablecidos en relación con la presencia de especies y su comportamiento para cada época del año, el trabajo de observación diaria cobra un carácter fundamental ya que ocasionalmente la fauna modifica su comportamiento por causas que no siempre se pueden establecer, especialmente las aves. Como se señala a veces las especies modifican su conducta, se producen movimientos masivos en busca de alimento o agua (u otras causas) y aparecen especies en momentos del año en las que habitualmente no se las registra. Asimismo, los fenómenos climáticos también actúan como condicionantes del comportamiento de las aves (Ej.: abundantes precipitaciones o una gran masa de aire frío). En consecuencia, es fundamental no limitarse exclusivamente a estudios previamente realizados, o a la bibliografía, sino valerse de la vivencia de la observación diaria.
- Recorridas de Pista: Son recorridas programadas de pista  y la OACI recomienda como mínimo 4 recorridas. Constituyen un elemento adicional importante para el Control Aviario en el área  operativa. Por ello es aconsejable aprovechar el ingreso a pista para observar y realizar tareas de dispersión desde esta posición en el caso de que fuera necesario. Permite al operador de control aviario apreciar la situación desde la trayectoria de las aeronaves, otorgándole un punto muy ventajoso de observación.[1]

## Organismos y Comités competentes en la materia
- El Comité Internacional de los choques con aves (IBSC) es una asociación voluntaria de los representantes de las organizaciones que tienen como objetivo mejorar y de aviación privada de seguridad de vuelo, militares comercial, mediante el intercambio de conocimientos y comprensión sobre la reducción de la frecuencia y el riesgo de colisiones entre aeronaves y aves otros animales salvajes.

IBSC facilita: 
La recopilación, análisis y difusión de datos para describir y definir operativos, así como funcional, de reglamentación, y los aspectos jurídicos del riesgo de choques con aves para la aviación; la descripción y evaluación de los métodos para definir y reducir la severidad, frecuencia y los costos de los choques con aves, para definir y aumentar la capacidad de las aeronaves de tolerar el caso de impacto de aves, y para ayudar a los equipos de aire para anticipar y reaccionar adecuadamente, la cooperación y la colaboración en los esfuerzos de investigación con el fin de ampliar la aplicabilidad de los resultados y reducir al mínimo la duplicación de esfuerzos. 
- El Comité CAR/SAM de Prevención del Peligro Aviario es una entidad sin fines lucrativos, cuya principal misión es la de coordinar e integrar acciones en el sentido de reducir al mínimo el número de incidentes / accidentes de aviación en la Región CAR/SAM, resultantes de los choques de aves u otro representante de la fauna silvestre con aeronaves. La principal labor del Comité, se concentrará en la identificación, análisis, desarrollo e investigación de problemas de choques de aves contra aeronaves y la reproducción o difusión de material informativo, con el fin de asistir en las actividades de prevención y disminución del peligro aviario a pilotos, operadores de aeronaves y a los proveedores de instalaciones y servicios aeronáuticos.

- FAA (Federal Aviation Administration), contiene una base de datos sobre los impactos con fauna silvestre reportados desde 1990.  Esta base de datos sólo representa la información recibida de las compañías aéreas, aeropuertos, pilotos y otras fuentes.

- Organización de Aviación Civil Internacional(OACI), recomienda la composición de un comité el cual debería estar integrado por todos los organismos asociados con el problema o directamente afectados por él. Este comité actúa como fuente de información e intercambio de la comunidad aeronáutica.

- Bird Strike Comittee EE.UU., se formó en 1991 para facilitar el intercambio de información, promover la recopilación y análisis de datos precisos sobre los impactos con aves, promover el desarrollo de nuevas tecnologías para reducir los riesgos de impacto, promover el profesionalismo en los programas de manejo de fauna en los aeropuertos mediante la capacitación y la promoción de altos estándares de conducta para los biólogos y personal del aeropuerto que controla el peligro que representan las aves, y ser un enlace con organizaciones similares en otros países.

- Bird Strike Association of Canada, la Asociación se compone de individuos y organizaciones con responsabilidades y / o intereses en la gestión de los riesgos de la vida silvestre en los aeropuertos. La asociación tiene por objeto proporcionar un foro para la comunicación de noticias, debates, ideas e información que permitan a los responsables de la reducción del riesgo de la vida silvestre del aeropuerto para realizar mejor sus funciones y mantenerse en contacto con otras personas que realizan trabajos de mitigación aeropuerto de vida silvestre a través de Canadá.